# Arrocha
O arrocha é um gênero musical e dança brasileira originário da  cidade de Candeias, na Bahia.
Originado na Bahia, se espalhou desse estado para o restante do país. Seus pioneiros foram os cantores baianos Silvanno Salles (chamado de "cantor apaixonado" ou "rei do arrocha"), Ademir Marques, Lairton e seus Teclados, Márcio Moreno, Pablo e Nara Costa, chamada "Rainha do Arrocha", tem esse "título" disputado com Nira Guerreira.

## Histórico e influências
Surgido no começo do século XXI da influência de estilos musicais românticos, como o bolero, seresta e sobretudo o brega, tem como característica um instrumental básico de teclado, bateria eletrônica e saxofone, com letras falando de amor e uma dança "agarradinha" que deu origem ao nome: "arrochar" significa "apertar" e se consagrou porque os primeiros artistas, em suas apresentações, gritavam aos casais que dançavam: "arrocha, arrocha" (ou seja, "aperta, aperta").
Segundo o especialista da Universidade Federal da Bahia, Aaron Lopes, “O arrocha é um estilo musical descendente do bolero, ritmo de origem hispânica muito popular no Brasil desde o início do século 20 e muito executado, na Bahia, nas festas de seresta e boemia. O arrocha surge como uma variação de estilização do bolero, a partir de variação rítmica, novas sonoridades e repertório fundamentalmente romântico” e que deixou de "ser uma manifestação cultural exclusivamente baiana para se tornar também um elemento da cultura nacional. Hoje em dia, o arrocha pode ser considerado um tipo de gênero musical de alcance massivo – também chamado de gênero “superpopular” – e atrai públicos das mais diferentes origens, gêneros e classes sociais”, a partir da década de 2020 através de artistas e grupos como Nenho, Tayrone e Latitude 10.
O gênero influenciou a música sertaneja com a criação do estilo "sofrência", o que de certa forma prejudicou os artistas de arrocha. Considerado um "subgênero" dos dois, a sofrência chegou a ser considerada um sinônimo do próprio arrocha, sobretudo quando o cantor Pablo alcançou sucesso no país em 2014 com a canção "Fui Fiel" e influenciou artistas sertanejos a copiarem o arrocha.